# إيزابيل هودسون
إيزابيل هودسون (بالإنجليزية: Isabel Hodgson)‏ (12 مايو 1996 بأستراليا - ) هي لاعبة كرة قدم أسترالية في مركز الوسط. لعبت مع Adelaide United FC (women) ‏ وEast Tennessee State Buccaneers ‏.

## وصلات خارجية
- إيزابيل هودسون على موقع قاعدة بيانات كرة القدم.إي يو (الإنجليزية)
- إيزابيل هودسون على موقع عالم كرة القدم.نت (الإنجليزية)